# Platythyrea arnoldi
Platythyrea arnoldi är en myrart som beskrevs av Auguste-Henri Forel 1913. Platythyrea arnoldi ingår i släktet Platythyrea och familjen myror. Inga underarter finns listade i Catalogue of Life.

## Bildgalleri

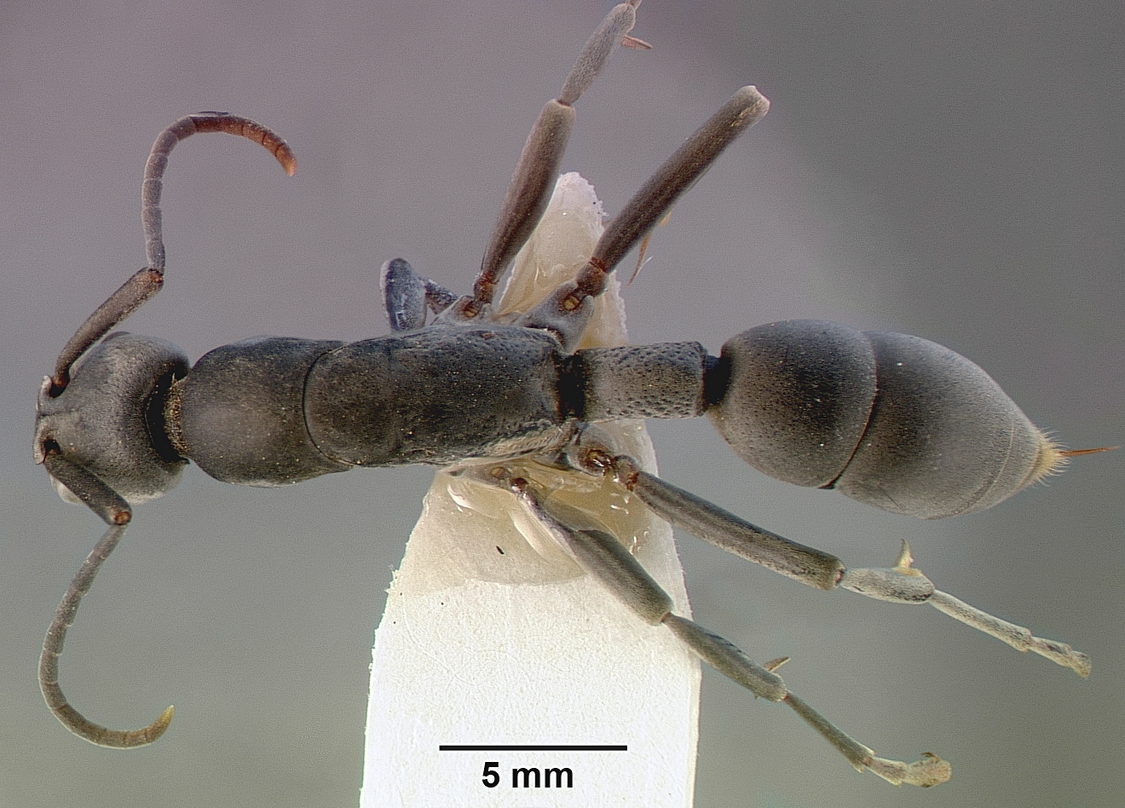
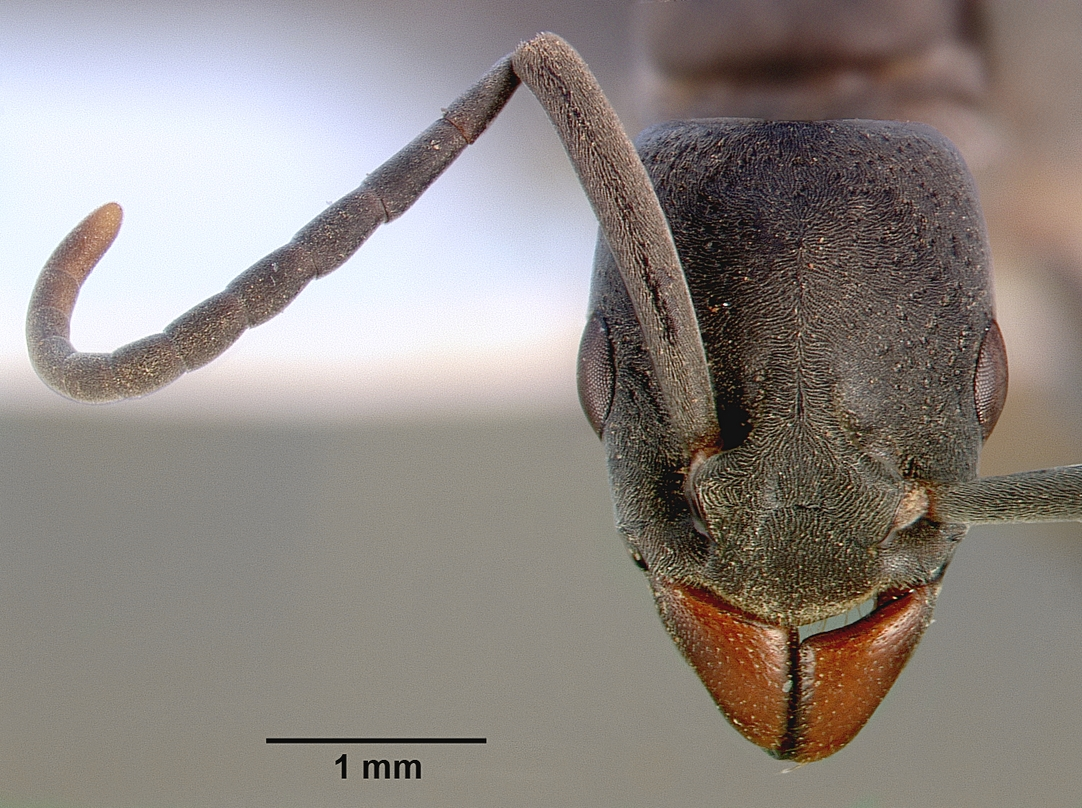
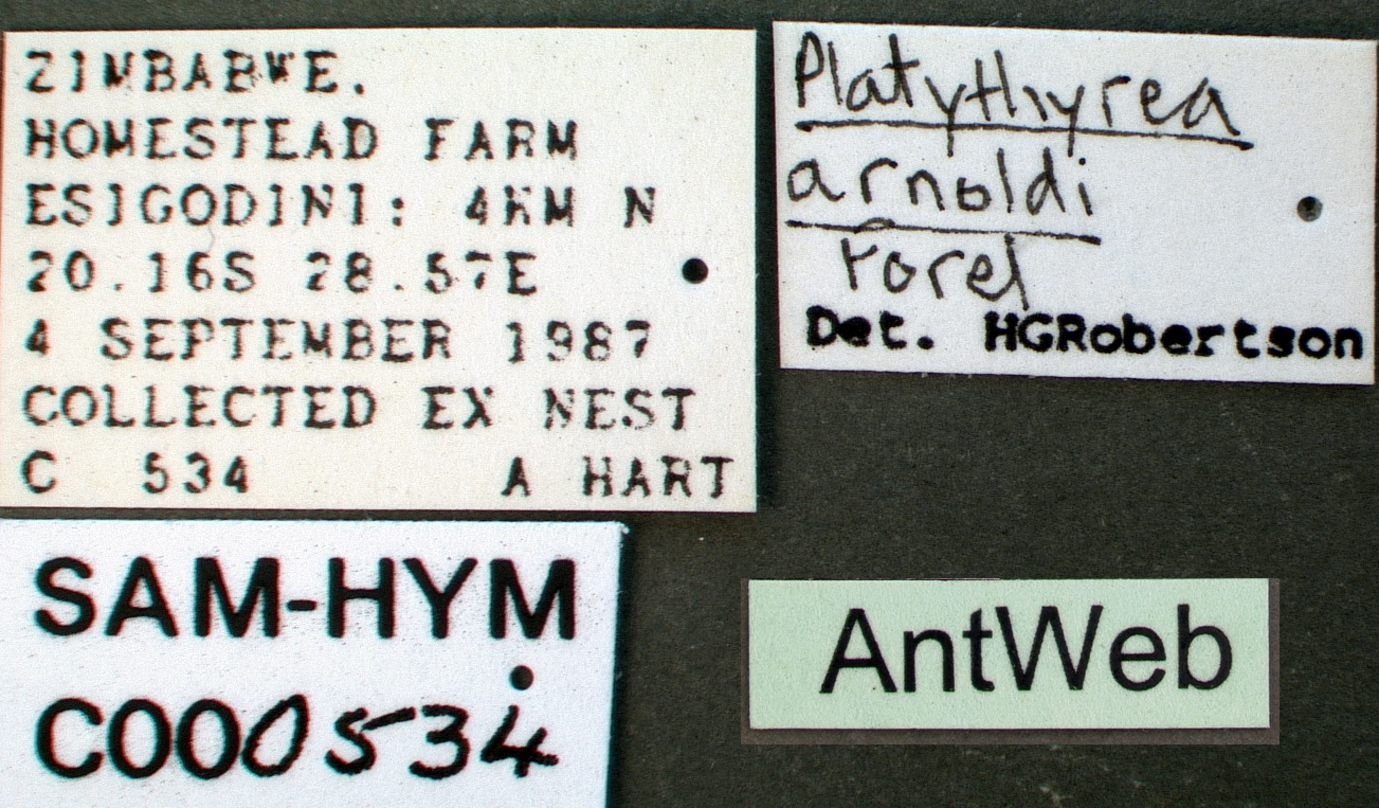
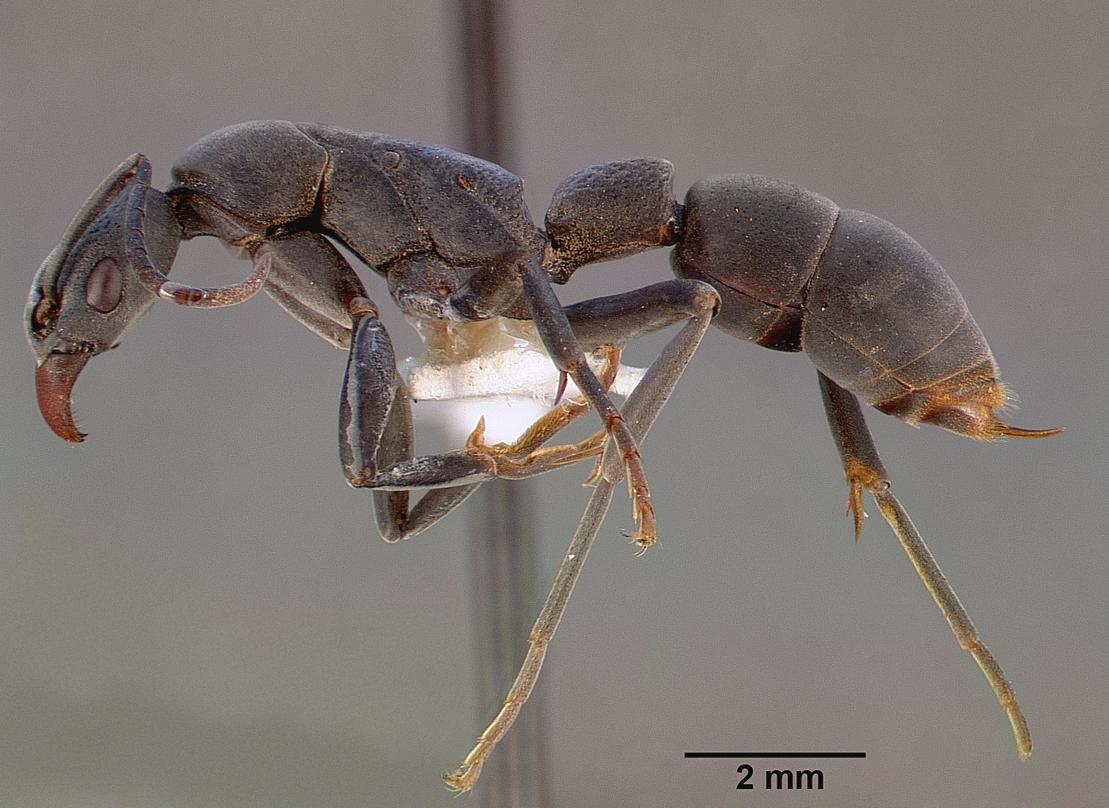
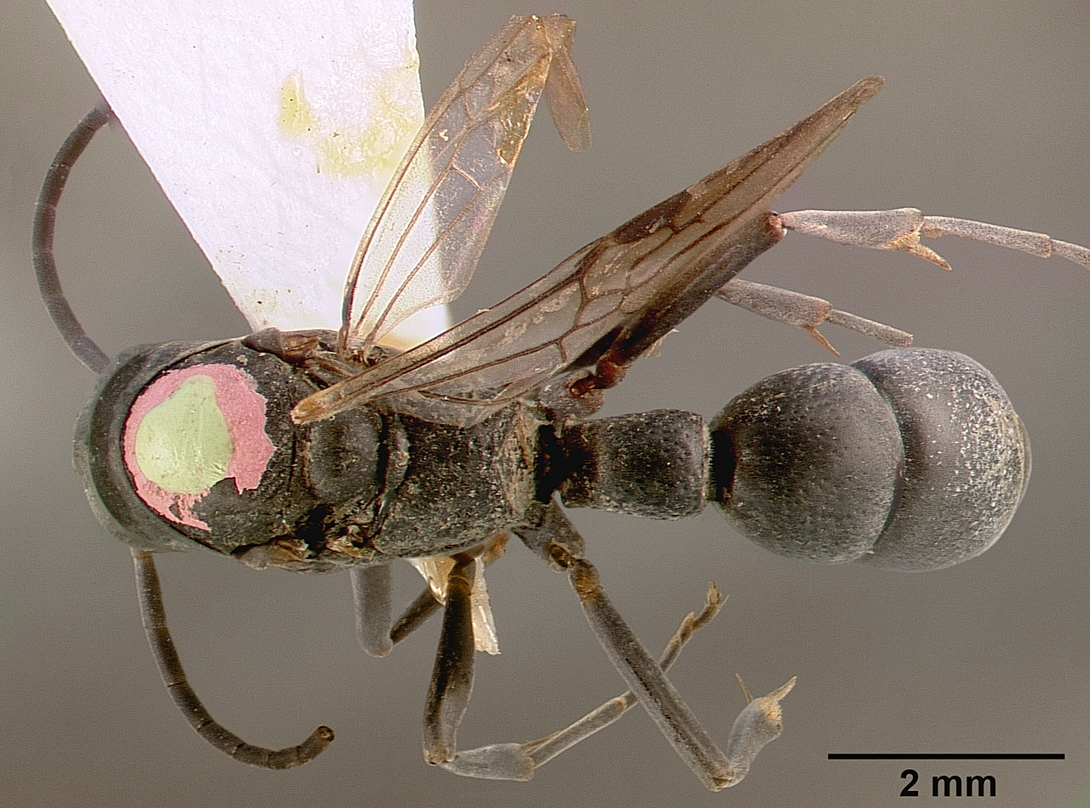
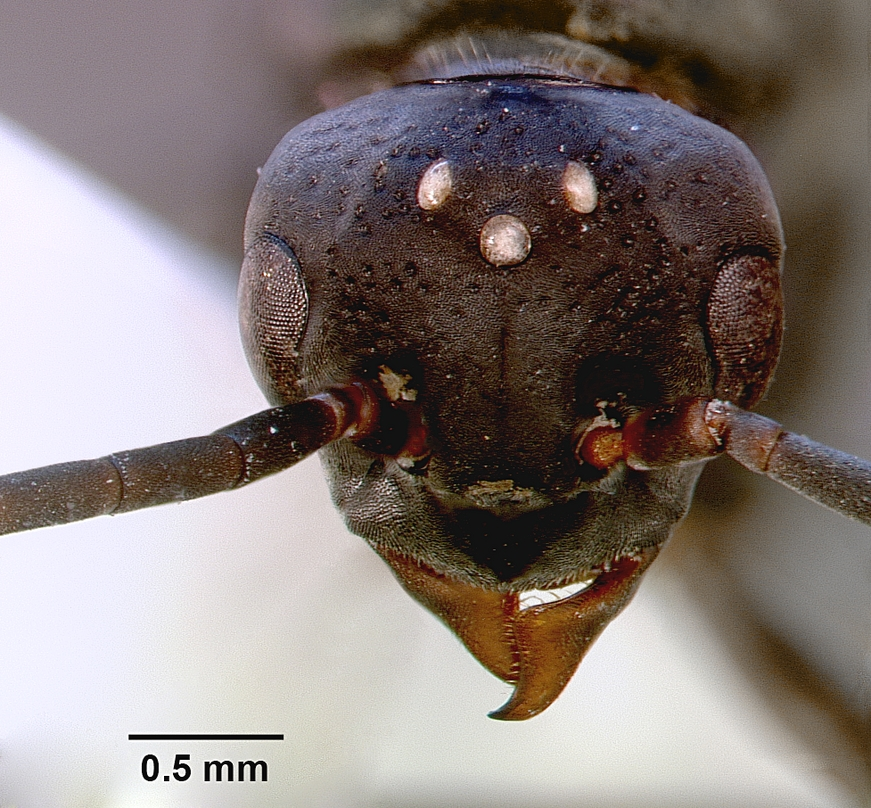